# Selenocosmia kulluensis
Selenocosmia kulluensis é uma espécie de aranha pertencente à família Theraphosidae (tarântulas).